# Dokiszki
Dokiszki (lit. Duokiškis) – miasteczko na Litwie, w okręgu poniewieskim, w rejonie rakiszeckim. W 2011 roku liczyły 248 mieszkańców.